# مسجد و آب‌انبار سلماسی
مسجد و آب انبار سلماسی مربوط به دوره پهلوی اول است و در قم، خیابان ارم، کوچه سلماسی واقع شده و این اثر در تاریخ ۱۶ شهریور ۱۳۸۳ با شمارهٔ ثبت ۱۱۰۹۸ به‌عنوان یکی از آثار ملی ایران به ثبت رسیده است.

## محل تدریس امام خمینی
شهرت مسجد سلماسی از روزی آغاز شد که روح الله خمینی، تدریس خود را به آنجا منتقل کرد. وی، ابتدا در مسجدی کوچک، نزدیک حرم حضرت معصومه تدریس داشت که به‌دلیل محدودیت فضا و کثرت شاگردان، عده‌ای مسجد سلماسی را پیشنهاد کردند. بعدها و پس از وفات آیت‌الله بروجردی، درس خارج وی به مسجد اعظم قم انتقال یافت.
این مسجد، امروزه هم یکی از مکان‌های برگزاری دروس حوزه علمیه قم است.